# Eficacia de filtración bacteriana
La Eficacia de Filtración Bacteriana (Bacterial Filtration Eficacia o BFE, en inglés) es una medida de la resistencia de un material de respiración (como puede ser una mascarilla) a la penetración de bacterias. Los resultados se informan como porcentaje de eficiencia y se correlacionan con la capacidad del tejido para resistir la penetración de bacterias. Los números más altos en esta prueba indican una mayor eficacia de la barrera. Los tejidos de envoltura se compararon en función del grado y del peso base.

## Metodología de medida
Kimberly-Clark utiliza un procedimiento de prueba en el que las muestras se desafían con un aerosol biológico de Staphylococcus aureus y los resultados emplean una relación entre los recuentos de desafío bacteriano y los recuentos de efluentes de la muestra, para determinar el porcentaje de eficiencia de filtración bacteriana (%BFE)..
Los estándares de máscarillas quirúrgicas de China, Europa, y Estados Unidos miden la BFE utilizando partículas de tamaño 3,0 μm.